# Trustul Lucis

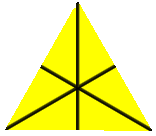
Triunghiul este un simbol recurent al acestei asociații.

Trustul Lucis este o organizație non-profit caritabilă înregistrată în Statele Unite ale Americii în anul 1922 de către Alice Bailey și soțul acesteia Foster Bailey, pentru a activa ca un fond fiduciar în scopul publicării a 24 de cărți de filozofie ezoterică în numele lui Alice Bailey, și pentru finanțarea și administrarea activităților privind stabilirea de „relații umane adecvate”. Acestea includ Școala Arcane, o școală de instruire ezoterică, World Goodwill, Triangles, o bibliotecă de împrumut, revista The Beacon, precum și editura.
Obiectivele declarate în statutul Trustului Lucis sunt: „Să încurajeze studierea religiilor comparate, filozofiei, științei și artelor; să încurajeze orice gândire care tinde la extinderea simpatiei și intereselor umane, și la extinderea literaturii eticii religioase și educaționale; pentru a asista sau susține activități pentru reducerea suferinței și pentru îmbunătățirea umanității; și, în general, pentru dezvoltarea eforturilor meritorii în scopuri umanitare și educaționale”.
Editura Trustului Lucis a fost fondată la începutul anilor 1920s cu denumirea Lucifer Publishing Company. Trustul Lucis spune că denumirea a fost aleasă probabil în onoarea lui Lucifer. Denumirea a fost modificată în anul 1925 în Lucis Publishing Company. În limba latină lucem ferre înseamnă „a purta lumină” iar lucis înseamnă din lumină. Editura are sedii în orașele New York, Londra și Geneva.
Trustul este înregistrat în Marea Britanie sub titlul „Lucis Trust Ltd.”, în Elveția ca „Lucis Trust Association”, iar în Olanda ca „Lucis Trust Stichting”.
Trustul Lucis menține un blog, „World Goodwill”, care este orientat spre definirea noilor Ținte ale Dezvoltării Sustenabile ale umanității.